# Rönnauer Mühle

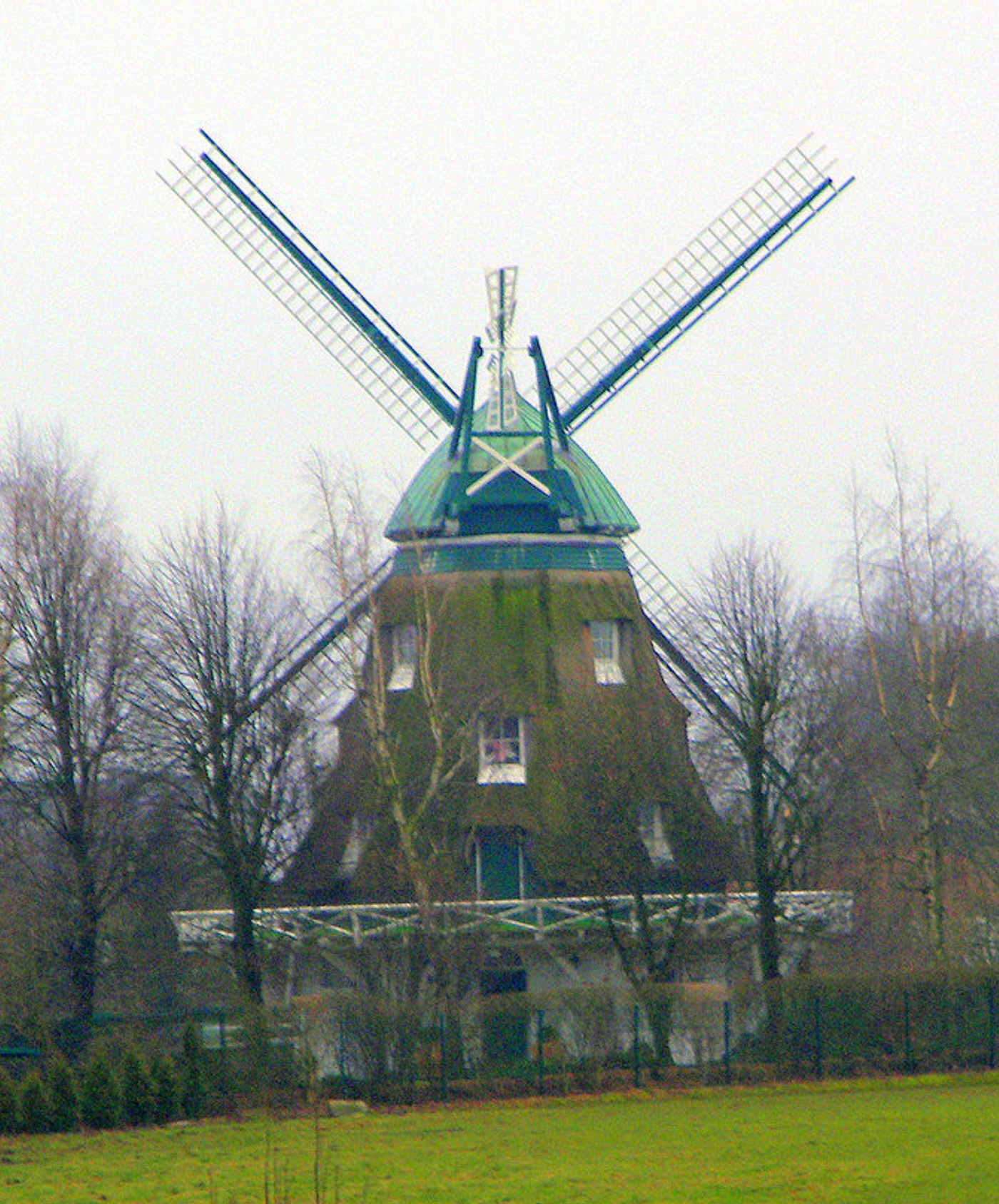
Die Rönnauer Mühle (2008)

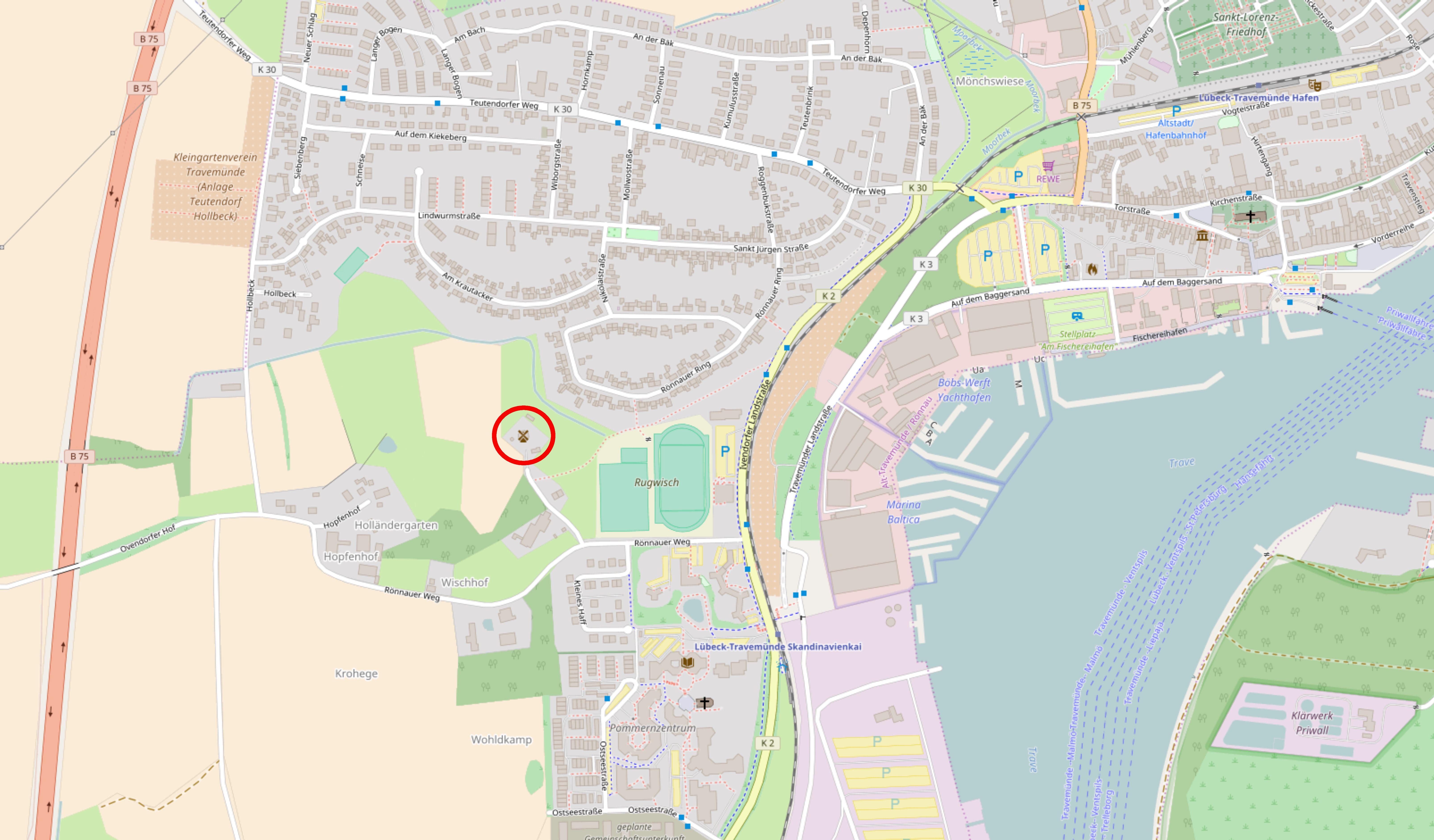
Lage der Rönnauer Mühle

Die Rönnauer Mühle ist die letzte erhaltene Windmühle in Lübeck.

## Geschichte
Die Galerieholländer-Windmühle (heutige Adresse: Rönnauer Weg 8a in Travemünde) wurde 1850 vom Müller der nahgelegenen Wassermühle als Kornmühle errichtet, um vom Wasserzufluss des Baches Rönnau unabhängig zu sein. Trotz der Auflage des Senats, nach Fertigstellung der Windmühle die Wassermühle abzubrechen, wurden beide Mühlen über ein halbes Jahrhundert lang parallel betrieben. Zuletzt erfolgte der Betrieb der Windmühle mit Motorkraft, die Flügel waren entfernt worden.
Die Wassermühle wurde 1970 abgerissen, die Windmühle hingegen einer Renovierung unterzogen, die 1971 abgeschlossen war und bei der das Äußere mitsamt rekonstruierter Flügel erhalten blieb, das Innere jedoch zu Wohnzwecken umgebaut wurde. Im Herbst 1986 erlitt die Mühle durch ein Feuer, das auf Brandstiftung zurückzuführen war, schwere Schäden, wurde aber wiederhergestellt.